# Rutlåsbräken
Rutlåsbräken (Botrychium matricariifolium) är en art i familjen låsbräkenväxter i växtdivisionen ormbunksväxter.